# 동진로 (부안군)
동진로(Dongjin-ro)는 전북특별자치도 부안군 동진면 봉황교차로에서 부안군 동진면 신농교차로를 잇는 도로이다.

## 주요 경유지
전북특별자치도
- 부안군 (동진면)

## 노선
| 이름        | 접속 노선                  | 소재지 | 소재지 | 비고                 |
| ----------- | -------------------------- | ------ | ------ | -------------------- |
| 봉황 교차로 | 국도 제30호선 (변산바다로) | 부안군 | 동진면 |                      |
| 봉황삼거리  | 간재로                     | 부안군 | 동진면 |                      |
| 제네삼거리  | 둔포로                     | 부안군 | 동진면 | 지방도 제705호선구간 |
| 신농 교차로 | 국도 제30호선 (부안로)     | 부안군 | 동진면 | 지방도 제705호선구간 |

## 주요 시설및 건물
- 동진면행정복지센터 (동진로 89/봉황리 354-3)
- 동진치안센터 (동진로 106/봉황리 310-3)
- 농협 부안농협 동진주유소 (동진로 117/봉황리 303-24)
- 동진초등학교 (동진로 145/동전리 803)